# Бозьова
Бозьова е село в Южна България. То се намира в община Велинград, област Пазарджик.

## География
Село Бозьова се намира в планински район, на 40 км от Велинград. Село е от 26 декември 1978 г., когато се сливат местностите Бозьова, Еландере и Малко Бозево. Като населено място съществува още от 1820 г., но кметство е от 1980 г. Има две махали: Еландере и Горно Бозьово. Поради липса на училища в близост, както и на транспорт, населението масово се изселва през 1970-те и 1980-те години, като една част от хората поемат към Северна България около градовете Омуртаг и Търговище, а други остават в околните на Велинград села.